# Jungfrun av Shalott (Waterhouse)
Jungfrun av Shalott (engelska: The Lady of Shalott) är en oljemålning av den brittiske konstnären John William Waterhouse. Den målades 1888 och ingår sedan 1894 i Tate Britains samlingar i London. 

## Bakgrund
Waterhouse tillhörde andra generationens prerafaeliter och målade gärna motiv från grekisk-romersk mytologi och Arturlegenderna, liksom motiv från litterära verk av exempelvis William Shakespeare. En annan författare som var omtyckt av prerafaeliterna var Alfred Tennyson, till exempel målade Edward Burne-Jones Kung Cophetua och tiggarflickan 1884. Jungfrun av Shalott är inspirerad av Tennysons dikt från 1832 med samma namn som i sin tur är influerad av Arturlegenderna. 
Dikten skildrar en jungfru som suttit flera år isolerad i ett torn på ön Shalott där hon tillbringat tiden med att väva. På grund av en förbannelse kan hon inte lämna tornet eller ens titta ut genom fönstret. Istället iakttar hon förbipasserande genom en magisk spegel. När riddare Lancelot rider förbi blir hon omedelbart förälskad. Hon trotsar förbannelsen och springer fram till fönstret. Då spegeln spricker förstår hon att hon är dödsdömd. Hon beslutar sig för att lämna tornet och med båt färdas ner för floden för att träffa Lancelot. När båten når Lancelot i Camelot är hon redan död.

## Målningen
Jungfruns ansiktsuttryck och sätt att hålla huvudet liknar den döende Beata Beatrix i prerafaeliten Dante Gabriel Rossettis målning med samma namn. Ett tyg, som hon vävt och draperat båten med, innehåller scener hon sett i sin spegel under fångenskapen, bland annat riddare Lancelot på sin häst. Hennes blick är riktat mot ett krucifix och tre ljus i båtens för. Två av ljusen har släckts av vinden, ett tecken på att hon närmar sig slutet på sin färd och sitt liv. Med höger hand släpper hon kättingen som håller båten förtöjd vid ön. I vattnet flyter blommor som i den viktorianska eran betecknade den fallna kvinnan som har gett efter för sexuell lockelse. Prerafaeliten John Everett Millais använde samma symbolik i hans mest kända målning Ofelia.
Målningen tillkom under Waterhouse korta period som friluftsmålare, troligen i Somerset eller Devon som han ofta besökte. Modellen tros vara hans hustru.

## Relaterade målningar
Waterhouse skildrade Tennysons dikt i tre målningar utförda 1888, 1894 och 1915. De är målad i omvänd ordning och 1915 års bild visar jungfrun när hon fortfarande tillbringade tiden med att väva i sitt torn. Den benämns I Am Half-Sick of Shadows, Said the Lady of Shalott, ett citat från Tennysons dikt. 1894 års bild skildrar scenen när jungfrun upptäcker och förälskar sig i Lancelot. 

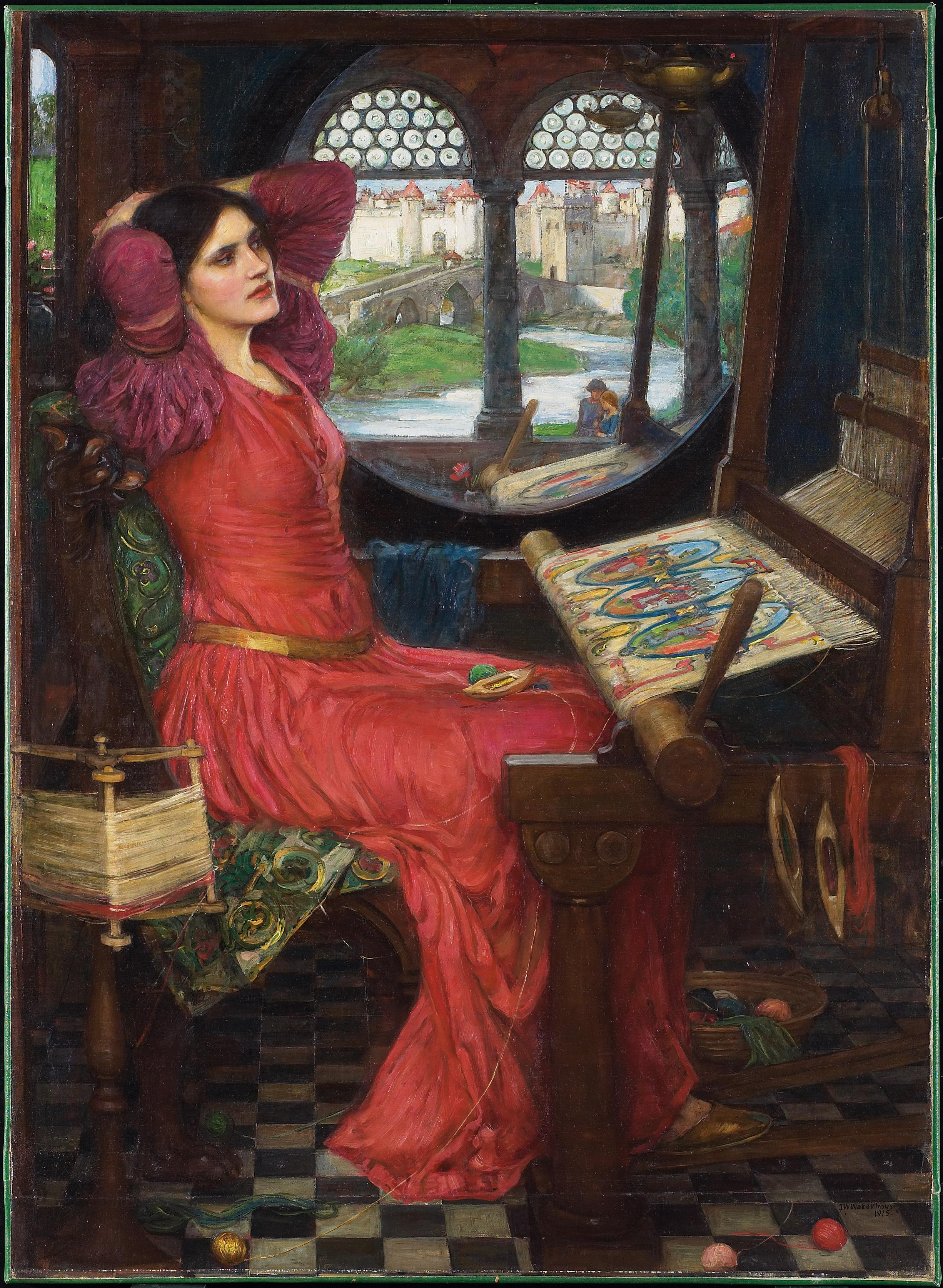
Waterhouse I Am Half-Sick of Shadows, Said the Lady of Shalott (1915), Art Gallery of Ontario.
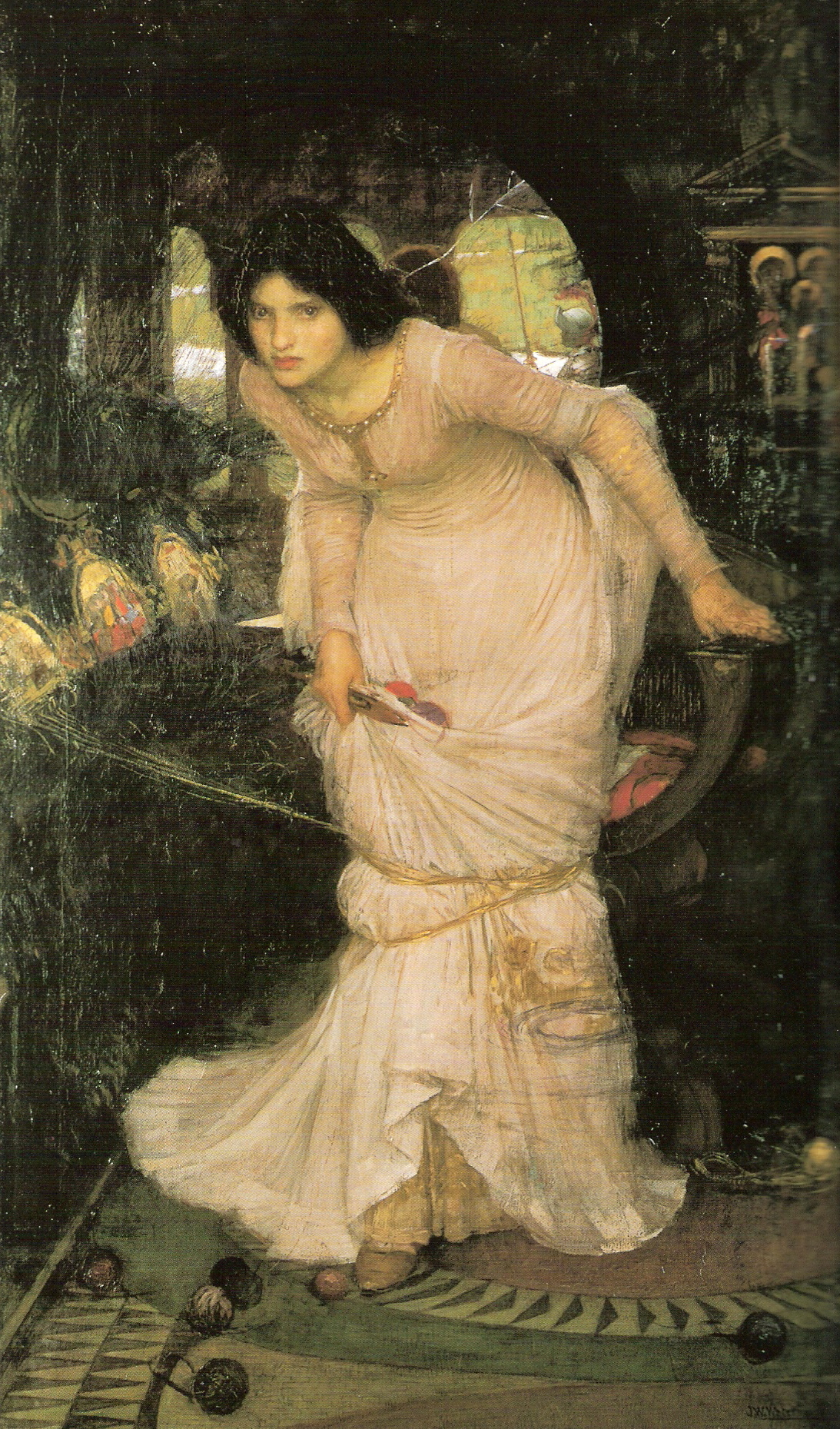
Waterhouse The Lady of Shalott Looking at Lancelot (1894), Leeds Art Gallery.